# Alopecosa gomerae
Alopecosa gomerae är en spindelart som först beskrevs av Embrik Strand 1911.  Alopecosa gomerae ingår i släktet Alopecosa och familjen vargspindlar.
Artens utbredningsområde är Kanarieöarna. Inga underarter finns listade i Catalogue of Life.